# Енріко Лоренцетті
Енріко Лоренцетті (італ. Enrico Lorenzetti; 4 січня 1911, Рим — 8 серпня 1989, Мілан, Італія) — італійський мотогонщик. Чемпіон світу з шосейно-кільцевих мотогонок MotoGP у класі 250cc (1952).

## Кар'єра
Будучи старшим в сім'ї з шести дітей, Енріко втратив свою матір в дуже молодому віці. Він переїхав з батьком з Риму до Мілана.
У перших мотоциклетних змаганнях взяв участь у 1934, виступаючи на мотоциклі Simplex 500. У наступному році він здобув свою першу перемогу на трасі Бергамо.
У 1936 році Лоренцетті вперше привернув до себе увагу широкої громадськості після перемоги в категорії Спорт класу 250 в гонці Мілан —Неаполь.
У період 1937 —38 років італієць виступав у гонках на мотоциклах Triumph, Miller, Benelli, Sertum та Taurus, підтвердивши свої здібності полівалентного гонщика, здатного успішно виступати як в кільцевих гонках, так і в умовах бездоріжжя.
У 1939 році Лоренцетті почав співпрацювати з компанією Moto Guzzi, виступивши на мотоциклі Albatros в гонці класу 250 Мілан —Таранто.
В 1948 році Енріко став частиною офіційної команди Moto Guzzi, з якою виграв свій перший титул чемпіона Італії в класі 250cc. Він виявися не тільки хорошим водієм, але й талановитим інженером — саме він був автором ідеї мотоцикла Gambalunghino 250. Їдучи з Мілана на власному Albatros він потрапив у аварію. Для ремонту мотоцикла він використав деякі деталі з моделі Gambalunga 500 — так виник Gambalunghino 250, з яким команда Moto Guzzi вигравала кубки конструкторів чемпіонату світу серії Гран-Прі у 1949 та 1951 —1952, останній саме завдяки Лоренцетті.

### Кар'єра в серії Гран-Прі
У чемпіонат світу з шосейно-кільцевих мотоперегонів серії Гран-Прі Енріко дебютував першому ж сезоні проведення змагань — 1949. На мотоциклі Bicilindrica V-twin він проїхав лише одну гонку — заїзд класу 500cc Гран-Прі Бельгії, який відбувався на легендарному треці Спа-Франкоршам — і одразу ж фінішував на подіумі, посівши 3-є місце. Це дало йому 7 залікових очок та 8-е місце загального заліку.
Наступний сезон чемпіонату світу Лоренцетті пропустив, змагаючись лише у змаганнях в межах Італії.
До серії Гран-Прі Енріко повернувся у сезоні 1951, взявши участь у змаганнях відразу двох класів, 250 та 350cc. Всього він взяв участь у 4 гонках, в кожній фінішуючи на подіумі та здобувши 1 перемогу на рідному для себе Гран-Прі Націй в класі 250cc. Під час вільної практики Гран-Прі Ольстеру Енріко потрапив у аварію, під час якої загинули його колеги Джанні Леоні та Санте Джеміньяні, тому цей етап він змушений був пропустити, а так його виступи могли би бути ще успішнішими.
В наступному сезоні Лоренцетті зосередився виключно на виступах у класі 250cc і це принесло свої плоди: у всіх 5 гонках, в яких він стартував, фінішував на подіумі, здобувши в тому числі 2 перемоги. Це дозволило йому стати чемпіоном світу.
Команда була задоволена успіхами італійця, тому у сезоні 1953 він знову виступав у двох класах: 250 та 350cc. В останньому він фінішував 2-м у загальному заліку вслід за своїм колегою по команді Фергусом Андерсоном, а в категорії 250cc закінчив сезон на 4-у місці. Цей сезон був одним із найуспішніших у його кар'єрі: з 9 гонок він виграв 4.
Наступні три сезони склалися для Лоренцетті гірше: він не здобув жодної перемоги, хоча й фінішував у сезоні 1956 в загальному заліку класу 250cc на 3-у місці.

### Після гонок
Після завершення сезону 1957, коли три італійські заводи, Guzzi, Gilera і Mondial FB, оголосили про свій вихід з чемпіонату світу, закінчив мотогоночну кар'єру і Енріко. Спочатку він присвятив себе керівництву дилерським салоном Guzzi, пізніше відкрив магазин побутової техніки і лабораторію по розробці та випуску аудіо- та відео-апаратури.
Лоренцетті помер в 1989 році, у віці 78 років, та був похований в Чезені.
За свій високий зріст та худобу́ він отримав прізвисько Filaper, що на місцевому діалекті регіону Ломбардія означає Нитка.

## Статистика виступів

### MotoGP

#### У розрізі сезонів
| Сезон  | Клас   | Мотоцикл   | Гонки | Пер | Под | НК | Очки | Місце |
| ------ | ------ | ---------- | ----- | --- | --- | -- | ---- | ----- |
| 1949   | 500cc  | Moto Guzzi | 1     | 0   | 1   | 0  | 7    | 8     |
| 1951   | 250cc  | Moto Guzzi | 2     | 1   | 2   | 0  | 12   | 4     |
| 1951   | 500cc  | Moto Guzzi | 2     | 0   | 2   | 0  | 8    | 8     |
| 1952   | 250cc  | Moto Guzzi | 5     | 2   | 5   | 2  | 28   | 1     |
| 1953   | 250cc  | Moto Guzzi | 5     | 2   | 2   | 1  | 22   | 4     |
| 1953   | 350cc  | Moto Guzzi | 4     | 2   | 4   | 1  | 26   | 2     |
| 1954   | 350cc  | Moto Guzzi | 3     | 0   | 2   | 0  | 15   | 5     |
| 1955   | 250cc  | Moto Guzzi | 1     | 0   | 0   | 0  | 3    | 12    |
| 1955   | 350cc  | Moto Guzzi | 1     | 0   | 0   | 0  | 3    | 12    |
| 1956   | 250cc  | Moto Guzzi | 2     | 0   | 2   | 0  | 10   | 3     |
| 1957   | 250cc  | Moto Guzzi | 2     | 0   | 1   | 0  | 7    | 9     |
| Всього | Всього | Всього     | 28    | 7   | 21  | 4  | 141  |       |